# Anescarzinho do Salgueiro
Anescar Pereira Filho, ou simplement Anescarzinho do Salgueiro, né le 4 juillet 1929 à Rio de Janeiro et mort le 22 février 2000 dans la même ville, est un chanteur, compositeur et instrumentiste brésilien,.

## Biographie
Né à Laranjeiras, il déménage enfant dans une cabane construite par son père dans la Forêt de Tijuca.
Il fait ses premiers pas dans la samba à Morro da Cruz, près d'Andaraí.
D'un tempérament timide, il a néanmoins la samba-enredo dans le sang et elle est toujours présente à travers ses amis.
L'un des fondateurs de l'école de samba Acadêmicos do Salgueiro, il est l'auteur de la samba do Salgueiro lors du défilé de 1949.
En 1950, en partenariat avec le directeur de l'Harmonia da Unidos do Salgueiro, Noel Rosa de Oliveira, il écrit la samba pour le défilé et se classe sixième.
En 1953, il rejoint l'aile des compositeurs de Salgueiro, après la fusion des écoles Depois eu digo, Azul e Branco et Unidos do Salgueiro.
En 1960, avec le samba-enredo Quilombo dos Palmares, il remporte le titre de champion de l'école de samba Salgueiro.
En 1963, toujours en partenariat avec Noel Rosa, il écrit la samba-enredo Chica da Silva, l'une de ses plus célèbres sambas-enredo.

## Participation à des ensembles musicaux
- Il participe à la comédie musicale Rosa de Ouro[7], avec Elton Medeiros, Paulinho da Viola, Jair do Cavaquinho, Nelson Sargento, Aracy Cortes et Clementina de Jesus[3] .
- Il participe au groupe Os Cinco Crioulos[8],[9], avec Dom Jair do Cavaquinho, Nelson Sargento et Paulinho da Viola. ;
- Il joue également dans le groupe A Voz do Morro[3],[8], qui comprend Paulinho da Viola, Zé Keti, Jair do Cavaquinho et Zé Cruz.

## Discographie
- À sombra do Salgueiro[10];
- Água do Rio;
- Amor flutuante;
- Amor corrente;
- Bom conselho;
- Carnaval de Eneida;
- Carnaval que passou;
- Chica da Silva;
- Cuidado, menina;
- Di-rim-dim-dim;
- É Bahia;
- Intriga;
- Meus dias são de sol;
- O rei mandou.